# 황금룡
황금룡(黃金龍, 1913년 2월 16일 ~ 1970년 5월 19일)은 일제강점기의 경찰로, 본적은 평안북도 의주군 송장면이다.

## 생애
1930년 6월 16일 조선총독부 순사로 임명되었으며 평안북도 박천경찰서(1930년 ~ 1932년)와 평안북도 초산경찰서(1932년 ~ 1939년), 평안북도 맹중주재소(1933년)에서 순사로 근무했다. 1934년 3월 1일 만주국 정부로부터 건국공로장을 받았다.
평안북도 초산경찰서 순사로 재직 중이던 1936년 당시 국경 지대에서 활동하고 있던 항일 무장 세력에 대한 무력 탄압을 위해 편성된 토벌대(討伐隊)에 가담했다. 10여 차례에 걸쳐 국경을 넘은 뒤 조선혁명군을 비롯한 여러 항일 무장 세력과 교전을 벌이는 과정에서 수많은 사람들을 살해하고 체포하는 등 일본의 침략 전쟁에 적극 협력했다.
1934년 4월 29일 만주사변에 적극 협력한 공로를 인정받아 일본 정부로부터 만주 사변 종군기장을 받았으며 일본 정부의 만주 사변 행상에서 훈공 갑(勳功 甲)에 상신되었다. 1937년 4월 29일 일본 정부로부터 경찰관리공로기장을 받았으며 1937년 7월 7일 훈8등 욱일장을 받았다. 친일반민족행위진상규명위원회가 발표한 친일반민족행위 705인 명단에 포함되었다.

## 참고 자료
- 친일반민족행위진상규명위원회 (2009). 〈황금룡〉. 《친일반민족행위진상규명 보고서 Ⅳ-19》. 서울. 884~896쪽.